# Distretto di Phrom Buri
Il distretto di Phrom Buri (in thailandese: พรหมบุรี) è un distretto (amphoe) della Thailandia, situato nella provincia di Singburi.